# Кларінгтон

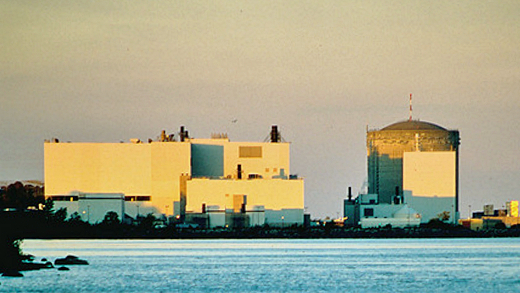
Дарлінґтонська атомна станція "GS-3"

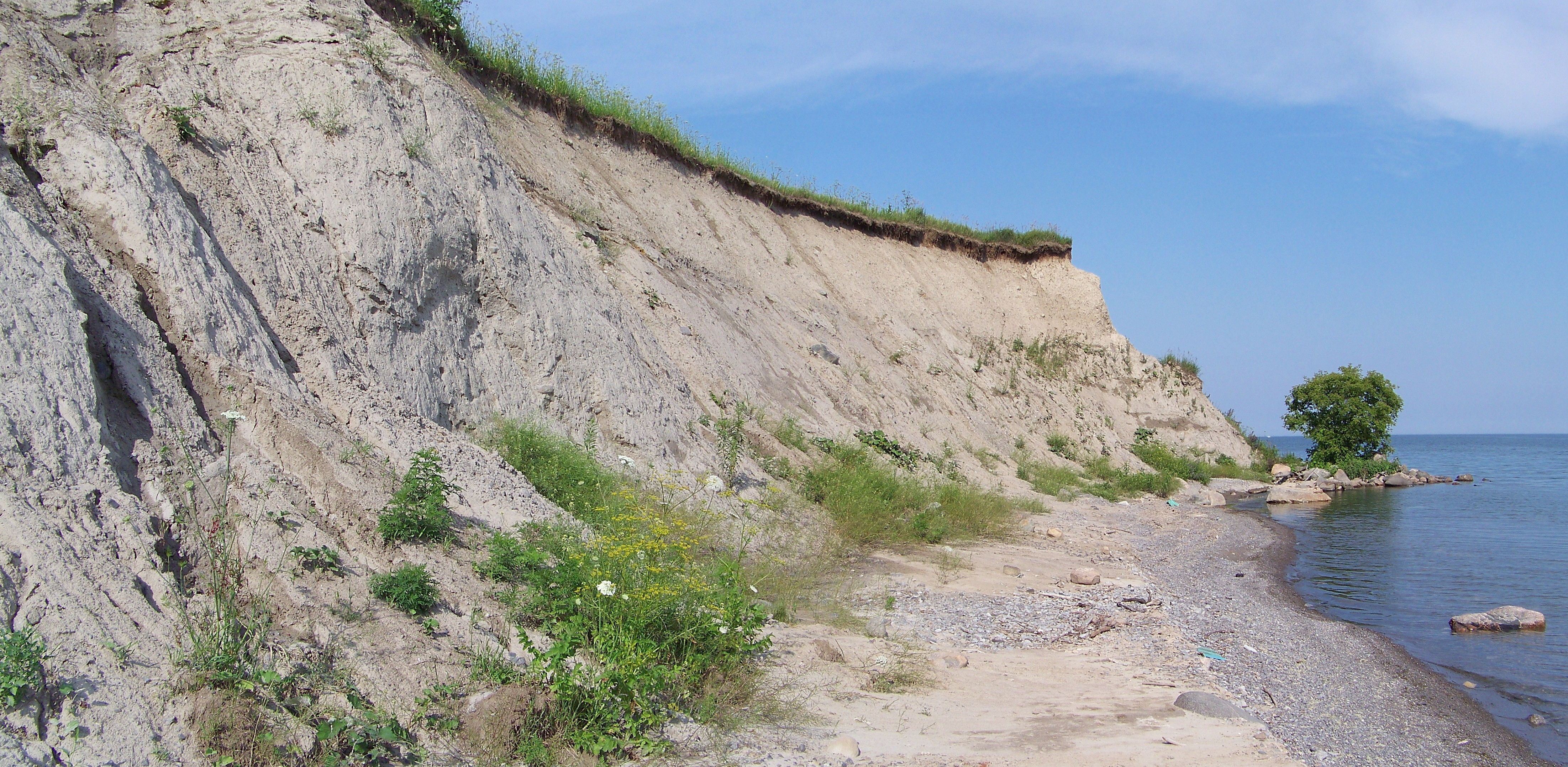
Скеля з валунної глини, Озеро Онтаріо, Кларінгтон

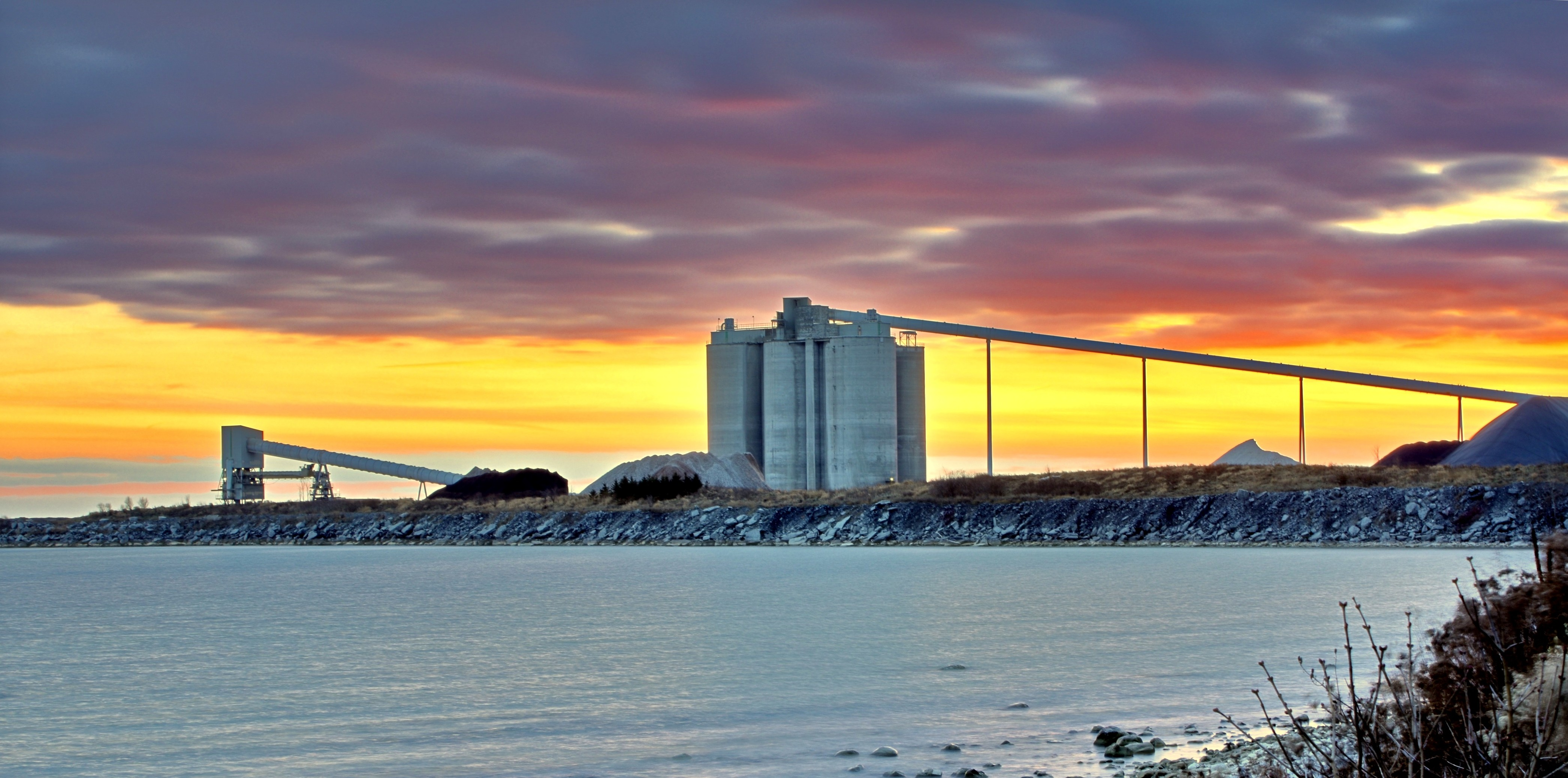
Боманвіль кар'єр вапняку і цементного заводу.

 Кла́рінгтон  (англ. Clarington) — містечко (611,1 км²) в канадський провінції Онтаріо в муніципалітеті Дюрем. Кларінгтон знаходиться на березі озера Онтаріо неподалік  від міста Ошави.
Містечко налічує 77 820 мешканців (2006) (127,3/км²). 
Містечко — частина промислового району, прозваного Золотою підковою.

## Відомі люди
- Йоханн фон Равенштайн — німецький воєначальник часів Третього Рейху, тривалий час провів у місцевому таборі для військовополонених.
- Брент Г'юз — канадський хокеїст.

## Особливості
- Золота підкова
- Дарлінґтонська атомна станція — (англ. Darlington Nuclear Generating Station).